# Cucina emiliana
La cucina emiliana, come nella maggior parte delle regioni italiane, più che una cucina, è una costellazione di cucine che, in Emilia, rappresenta il risultato di quasi otto secoli di autonomia delle città emiliane, dall'età dei Comuni all'Unità d'Italia, e del ruolo di vere e proprie capitali esercitato a lungo dai centri maggiori.  
L'evoluzione di questa cucina è stata influenzata dalla posizione geografica della regione e dalla Via Emilia, una strada che da sempre ha favorito gli scambi commerciali e le contaminazioni gastronomiche.

## Storia
Tra l'Emilia delle Legazioni e quella dei Ducati, in particolare, la divergenza dei percorsi storici ha prodotto conseguenze avvertibili anche in campo alimentare e gastronomico. Ma mentre tra la cucina romagnola, inglobata per quasi quattrocento anni nello Stato Pontificio, e quella dell'Emilia i contrasti prevalgono sulle affinità, le cucine delle diverse città emiliane compongono un quadro che, pur molto variegato, presenta tuttavia significativi tratti comuni.
Fanno in parte eccezione la cucina di Piacenza, caratterizzata da contaminazioni con quella lombarda oltre che da influenze da quella ligure, e quella di Ferrara che, per la sua posizione eccentrica, ha sviluppato - e conservato - tratti assolutamente peculiari.
Proprio perché governata da potenti famiglie signorili, presso le cui corti servivano i cuochi più celebrati, l'Emilia ha grandi tradizioni gastronomiche.
Per tutta l'età rinascimentale e barocca dominano due «scuole» gastronomiche: quella romana della corte papale e, per l'appunto, quella emiliana.
A Ferrara operano Giovan Battista Rossetti e Cristoforo di Messisbugo; a Parma, a quanto sembra, serve Vincenzo Cervio; a Bologna prestano la loro opera Giulio Cesare Tirelli e Bartolomeo Stefani.
È verosimilmente dalla tradizione cinque-seicentesca che la cucina emiliana eredita quei caratteri di opulenza e prodigalità per cui Bologna (e con lei l'intera regione) è chiamata «la Grassa».

## I piatti tipici

### Primi piatti

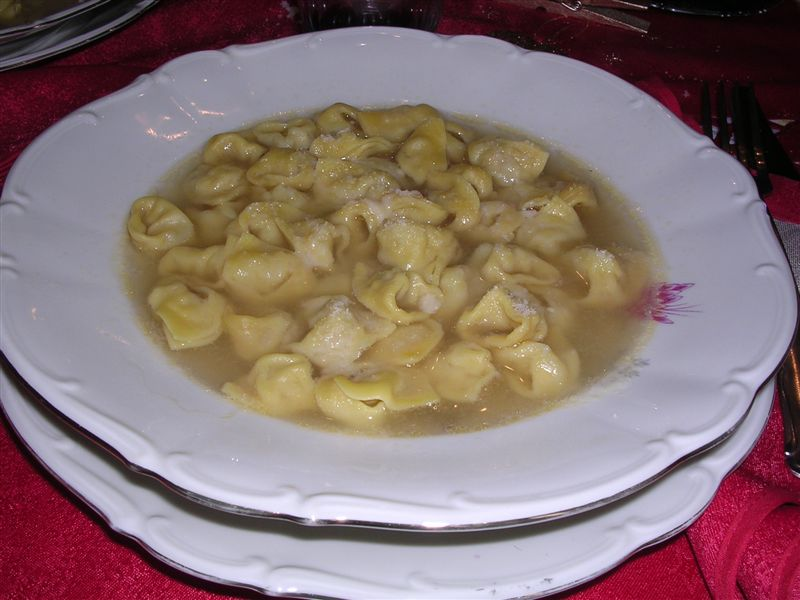
Un piatto di tortellini in brodo

Perno della cucina emiliana sono i primi piatti, caratterizzati dalla sfoglia di grano tenero e uovo (senza acqua). Innanzi tutto le tagliatelle, condite con il ragù alla bolognese o con prosciutto a dadini soffritto nel burro. Una variante sono le tagliatelle verdi, nel cui impasto entrano la bietola, lo spinacio o l'ortica. Con la sfoglia verde si confezionano le lasagne al forno, piatto dovizioso a strati alterni di ragù e besciamella e formaggio parmigiano
 reggiano.
Parma è la città padana che ha la più antica e precisa codificazione dell’impiego della pasta: Salimbene de Adam cita paste ripiene e asciutte fresche, ottenute con farina di grano tenero e uova. La sfoglia di pasta fresca (detta fojäda) è al centro, dunque, dell’identità gastronomica parmigiana, trovando la sua declinazione più tipica nelle paste ripiene, in brodo o asciutte, specialmente negli anolini (le cui numerose varianti, per esempio a Reggio Emilia, prendono anche il nome di cappelletti) e nei tortelli.
Vessillo della cucina bolognese e modenese, i tortellini appartengono alla grande famiglia delle sfoglie ripiene di ingredienti più o meno nobili: famiglia di origine antica (è già presente nei ricettari medievali) e largamente diffusa in tutta l'Italia centro-settentrionale. Tradizionalmente serviti in brodo di carne, vengono consumati anche asciutti con diversi sughi.
Fra le altre paste ripiene vanno citati i tortelli (o tortelloni) di magro, che si contraddistinguono per le dimensioni più grandi dei tortellini e per l'inserimento nel ripieno di ricotta, Parmigiano Reggiano e prezzemolo. Nel Piacentino si ritrovano gli anolini, mentre i tortelli di zucca, simili a quelli mantovani, sono diffusi nella zona di Piacenza e Reggio Emilia; nel ferrarese sono poi detti cappellacci di zucca. Nel Ferrarese si ritrovano anche i cappelletti che, a differenza della variante romagnola, prevedono un ripieno (batù) a base di carne. Da non dimenticare poi l'erbazzone reggiano, sorta di torta salata con spinaci e altre verdure condita con Parmigiano Reggiano e cotta in forno.
Tra gli altri primi da citare vi sono:
- Lasagne al forno
- Passatelli (o pastaragia) in brodo
- Zuppa imperiale
- Zuppa reale
- Balanzoni
- Pasta e fagioli, con innumerevoli varianti
- Pisarei e faśö (nel piacentino)
- Maltagliati
- Tortél dóls di Colorno
- Tortelli verdi (nelle province di Parma, Reggio Emilia e Modena)
- Tortelli alla piacentina (con la coda)
- Panzerotti alla piacentina
- Polenta coi ciccioli
- Maccheroni di Bobbio con l'ago
- Agnolotti (pasta all'uovo a forma di cappelletto ripiena di carne di stracotto di manzo)
- Pinoli bobbiesi (panetti verdi di ricotta e biete)
- Bomba di riso di Bobbio (nel '700 da Bobbio entra nella corte reale spagnola come piatto preferito dalla regina Elisabetta Farnese, grazie al suo primo ministro il cardinale piacentino Giulio Alberoni e da lui introdotto anche nelle diplomazie italiane ed europee)
- Torta di riso alla bobbiese
- Torta di patate piacentina
- Pasticcio di maccheroni alla ferrarese
- Il risotto con le rane (nella bassa bolognese)
- Zuppa di verze e salsicce (nella zona del Po tra Reggio Emilia e Parma)
- Garganelli
- Riso e latte
- Zuppa di ceci con costine di maiale
- Risotto alla parmigiana
- Calzagatti
- Crema di zucca con i funghi porcini di Borgotaro
- Minestra "nel sacco"
- Stricchetti (o farfalle) bolognesi con ragù di salsiccia, piselli e funghi

### Secondi piatti

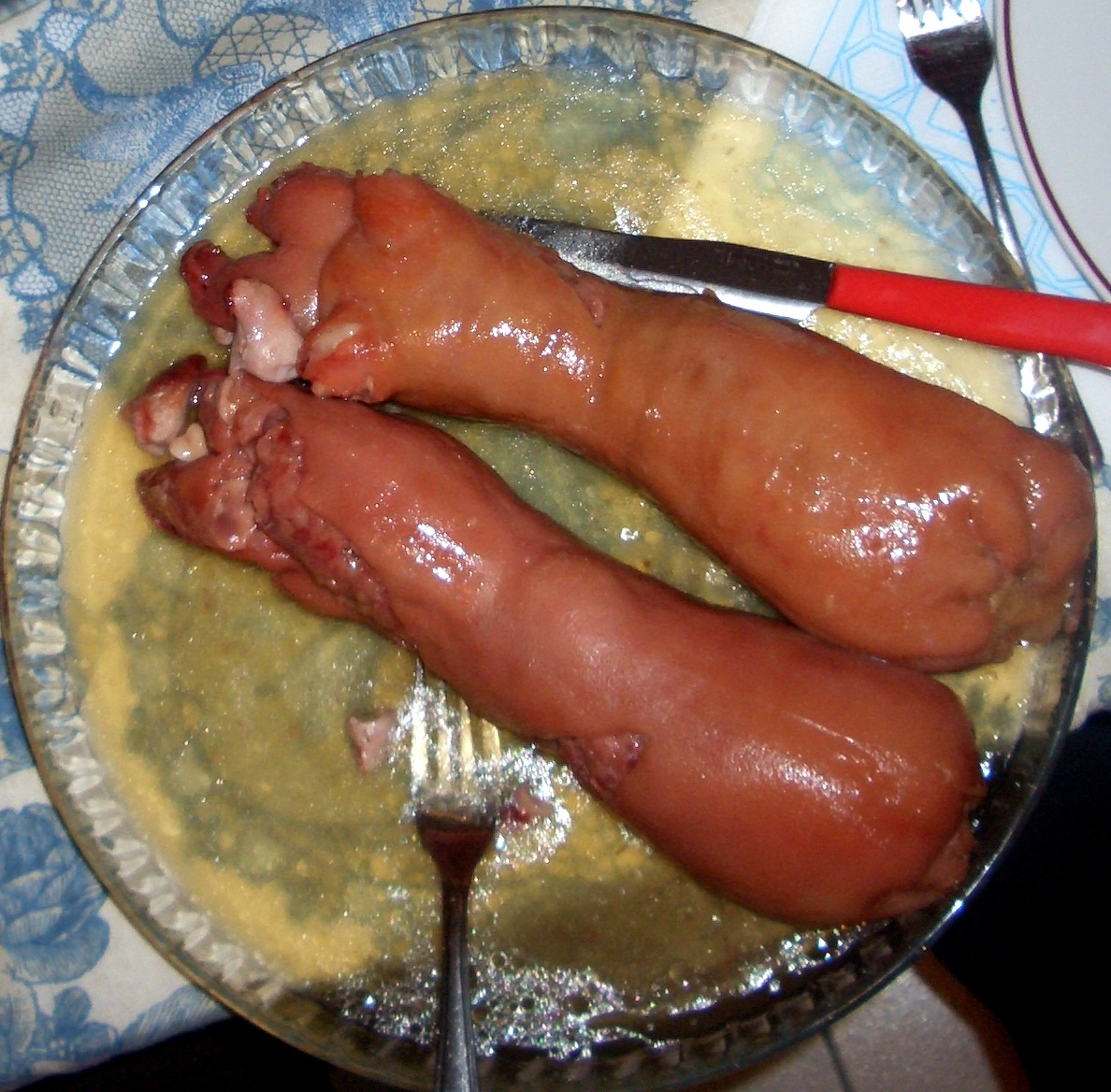
Zampone modenese

Per quanto riguarda i piatti di mezzo, gli ingredienti principali sono la carne e i latticini. La cotoletta alla bolognese, di vitello, è una variante ricca della cotoletta alla milanese, così come un'altra variante, preparata invece con il cavallo, è la faldìa piacentina; la fesa di vitello (cotta nel burro con prosciutto, formaggio grana e tartufo) è un esempio di Grande Cuisine tradotta in petroniano. Lo stracotto di manzo alla piacentina, vigoroso e profumato di spezie, ha antenati illustri e congiunti sparsi qua e là per la penisola: più caratteristiche sono le versioni con carne di cavallo e d'asinello. Particolari sono la pìcula 'd cavall (piatto a base di carne trita di cavallo) e lo stracotto d'asinina di Piacenza, una città militare dove la carne equina era facilmente reperibile, così come le verdure ripiene dell'Appennino piacentino o la punta di vitello ripiena ("tasto" o "tasca") che lasciano scoperta una matrice ligure. Diffuso lungo il Po è il consumo dell'anguilla.
Il secondo piatto più tipico dei giorni di festa è il carrello dei bolliti, che comprende vari tagli di manzo bollito e alcuni insaccati di maiale.
Fra i secondi a base di carne si possono citare:
- Gli "Stecchini" alla bolognese
- Il bollito misto bolognese accompagnato da salse tipiche, quali la salsa verde e il friggione
- Gli "straccetti"
- Le scaloppe all'aceto balsamico
- Gli "uccellini scappati"
- L'arrosto all'aceto di pere
- Il polpettone
- Le polpette in umido con i piselli
- L'arrosto di maialino nel latte
- Il cotechino "in galera"
- La galantina di cappone
- I valigini
- Il "bastone" petroniano (si avvolge la carne di manzo, unitamente a erbe odorose, su un bastone del diametro di un manico di scopa e la si cuoce alla brace di carbonella);
- L'agnello stufato con i finocchi
- L'arrosto al latte
- Lo stracotto nel sangiovese
- La trippa alla piacentina

Gli insaccati specifici per il bollito: 
- Cotechino
- Zampone
- Cappello del prete
- Salama da sugo
- Salame cotto piacentino
- Brachettone di Bobbio (spalla di maiale conciata e stagionata e cotta in umido, dalla tradizione medievale)

Vi sono poi i secondi a base di pesce:
- Anguilla spaccata o in umido nel piacentino e ferrarese
- Fritto di "pesciolini birichini"
- Piatti a base di rane (fritte o in umido)
- Nelle campagne (dove c'erano i maceri) si era sviluppata anche una cucina (ormai quasi scomparsa) a base di pescegatto (fritto o in umido) e più in generale legata a quei pesci che popolavano maceri e corsi d'acqua, quali: tinche, carpe, cavedani, ecc.;
- Le lumache di Bobbio
- Le frittelle di baccalà

Infine occorre considerare le diverse preparazioni originali di verdure e contorni, quali:
- Cardoni gobbi gratinati al forno (oppure fritti)
- Teglie di verdura al forno con besciamella
- Friggione
- Zucchine e altre verdure ripiene dell'Appennino piacentino
- Salsa verde alla bolognese
- asparagi di Altedo che hanno dato vita a una numerosa serie di ricette tipiche

## Salumi e formaggi

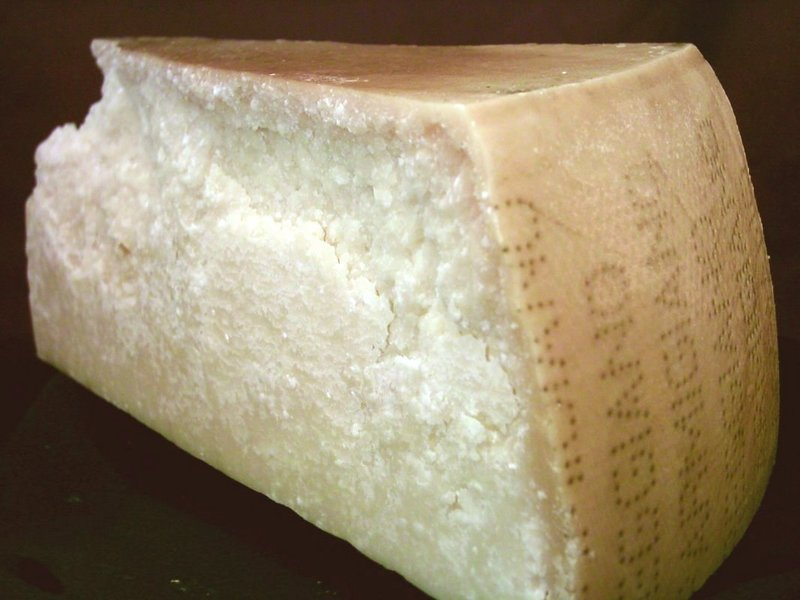
Il Parmigiano-Reggiano, prodotto nelle provincie di Parma, Reggio Emilia, Modena, Bologna e Mantova

L'Emilia vanta una produzione di salumi che per varietà e pregio non ha eguali.
La mortadella di Bologna, di carne suina e bovina, è un insaccato di nobili natali e dal gusto superbo, ingiustamente sottovalutato per la mitezza del prezzo; la mortadella di Modena è di pura carne suina.
I prosciutti del Parmense raggiungono un mirabile equilibrio di dolcezza e sapore. Il culatello, prodotto nella bassa parmense ed ottenuto col «cuore» del prosciutto, è un salume regale, a pari merito anche il fiocchetto. A Felino, nel Parmense, si produce un salame stagionato a regola d'arte e dal gusto intenso, altro superbo salume prodotto nella zona prodotto è la spalla di San Secondo, sia nella più famosa versione cotta sia nella più rara versione cruda. Molto noti gli zamponi e i cotechini di Modena: gli uni e gli altri entrano, fumanti, nei lessi misti del bolognese, modenese e del reggiano. La salama da sugo di Ferrara, saporitissima e speziatissima, è un frammento di cucina rinascimentale giunto fino a noi. Assai celebre e rinomata è la Coppa Piacentina, prodotto D.O.P., così come la pancetta e il salame piacentini (il Piacentino è l'unica provincia italiana a vantare tre salumi D.O.P.).
Citiamo inoltre i ciccioli freschi e quelli secchi (di Zocca), la cicciolata, la coppa di testa, il "salame rosa", le pancette arrotolate, il salame ferrarese all'aglio (la "zia"), la salsiccia matta. Da ricordare la spalla cruda, salume raro e da intenditori, tipica della bassa parmense.
Noto in tutto il mondo e definito a buon diritto «il re dei formaggi», il Parmigiano-Reggiano è ingrediente d'obbligo di numerosi piatti emiliani e di altre regioni, tradizionali e di nuovo conio, anche se la sua inarrivabile fragranza si apprezza soprattutto - e specialmente se è stravecchio - quando lo si consuma al naturale, a piccole scaglie. Nella provincia di Piacenza vengono invece prodotti il Grana Padano e il Provolone Val Padana.
Meno famosi del parmigiano ma sicuramente degni di menzione vi sono inoltre: lo stracchino, la casatella, la caciotta di Castel San Pietro Terme, il pecorino dolce dei Colli Bolognesi.

## Dolci
Tra i dolci spiccano quelli di ascendenza rinascimentale, ricchi di mandorle, miele e spezie: il certosino (o Panspeziale) e la torta di riso di Bologna, la torta Barozzi di Vignola, la spongata di Brescello, Busseto, Corniglio, Modena, Piacenza e altre zone, il pampepato di Ferrara.
Non vanno dimenticati, accanto a questi, alcuni modesti ma diffusi dolci popolari come le frappe (o sfrappole), le castagnole, la ciambella (nota anche con diversi nomi dialettali, come buslàn, bensone, belsone oppure brazadèla), il biscione reggiano di Reggio Emilia.
Inoltre citiamo gli Zuccherini montanari (tipici di Porretta), il Panone, le Fave dei Morti, la Torta di tagliatelline, i dolci al mascarpone, le raviole di San Giuseppe, la "zuppa inglese" (secondo una ricetta tipica di Bologna).
Altre preparazioni tipiche sono:
- I cappellacci con marmellata di pesche e cacao;
- I mandorlotti;
- Canestrelli (tradizione ligure dell'alta val Trebbia piacentina);
- Torta di mandorle alla bobbiese (nelle varie versioni: morbida, secondo una ricetta medievale solo con mandorle e uova senza altre farine, burro o altri grassi - oppure ripiena di mandorle o secca);
- Croccante bobbiese;
- Torta di Vigolo;
- Latte in piedi;
- Il dolce di crema e pinoli;
- Il rotolo dolce;
- Il Savòr;
- I ravioli di marroni;
- La torta "in cantina" (ricetta antica molto laboriosa);
- Gli scarpaccioli (tortelli di natale) (per fare il ripieno serve circa una settimana);
- La torta della nonna;
- La tenerina;
- Il bensone;
- Turtlitt piacentini o turtéi ad San Giüśèp (tortelli dolci ripieni di amaretti, marmellata o mostarda);
- Farsö (frittelle morbide tonde vuote o ripiene, tipiche di Bobbio e della Val Trebbia, preparate in occasione del Carnevale e della festa di San Giuseppe).

## Vini
L'Emilia, nelle zone di pianura, non offre una grande varietà di vini.
Il Lambrusco nella versione secca, leggero e frizzante, si sposa bene con i piatti grassi e saporiti tipici della cucina emiliana, rappresentandone la giusta contrapposizione; nella versione amabile è un vino da dessert o da conversazione. 
I lambruschi DOC prodotti in provincia di Modena sono il Lambrusco di Sorbara rosso, il Salamino di Santa Croce e il Grasparossa di Castelvetro. In provincia di Reggio Emilia è prodotto il Lambrusco Reggiano.
Nelle zone collinari vengono prodotti vini degni di nota come il Pignoletto dei colli bolognesi, oppure la Malvasia, il Gutturnio, l'Ortrugo e la Bonarda prodotti nel Piacentino sotto l'etichetta Colli piacentini. Nella zona di Scandiano si produce inoltre il Bianco di Scandiano (DOC) nelle versioni Secco e Dolce.
Degni di attenzione anche il rosso del Bosco Eliceo (Ferrara e Ravenna) o il Sauvignon (anche passito) e Cabernet Sauvignon (nella zona di Bologna).

### Liquori
Da ricordare:
- Nocino (infuso di noci, zucchero caramellato e spezie macerato al sole e invecchiato)
- Bargnolino (infuso di bacche di prugnolo selvatico tipico della provincia di Parma e Piacenza)
- Liquore di rosa canina (infuso di bacche di rosa canina tipico della provincia di Piacenza)
- Sassolino (Sassuolo)
- Anicione (Finale Emilia)
- Amaro Montenegro (Bologna)

## Pane e farinacei
Molto noto, e con una tradizione secolare, è il pane ferrarese, che Riccardo Bacchelli definì "il migliore del mondo": ha una forma caratteristica, detta "manina" o "coppietta" (dato che si compone di due filoncini di pasta attorcigliati).
Fra le numerose varianti citiamo le streghe (o streghine), i parmigianini, il pane di Pavullo.
Da segnalare inoltre la presenza di numerosi alimenti, surrogati del pane, che fanno parte della tradizione popolare di varie zone della regione, quali: crescentina modenese, borlengo, gnocco fritto (torta fritta nel Parmense, chisulén nella pianura nordorientale piacentina) e solada, bortellina (sottile frittella croccante della provincia di piacenza), batarö (focaccina di farine miste) e chisöla (focaccia con i ciccioli) tipiche della Val Tidone piacentina.
Deliziose anche le "crescente" in particolare quelle con i "ciccioli" e quelle con il prosciutto.
Con la farina di castagne inoltre si preparano le "mistochine" sia nella versione dolce (con uvetta) sia come base di accompagnamento per altri cibi. Vi sono poi i ciacci montanari nell'Appennino modenese, i necci nell'Alto Appennino in comune con la Toscana.

## Prodotti DOP e IGP
Prodotti con certificazione ufficiale dall'Unione europea di Denominazione di origine protetta (DOP) e di Indicazione geografica protetta (IGP) emiliani.
- Aceto balsamico tradizionale di Modena DOP
- Aceto balsamico tradizionale di Reggio Emilia DOP
- Aglio di Voghiera DOP
- Asparago verde di Altedo IGP
- Coppa di Parma IGP
- Coppa Piacentina DOP
- Coppia Ferrarese IGP
- Cotechino di Modena IGP
- Culatello di Zibello DOP
- Fungo di Borgotaro IGP
- Grana Padano DOP
- Mortadella di Bologna IGP
- Pancetta Piacentina DOP
- Parmigiano-Reggiano DOP
- Pera dell'Emilia-Romagna IGP
- Prosciutto di Modena DOP
- Prosciutto di Parma DOP
- Provolone Valpadana DOP
- Salame Piacentino DOP
- Zampone Modena IGP